# Rubén Guzmán
Rubén Guzmán (6 de diciembre de 1954, Caracas, Venezuela) es un músico venezolano con larga trayectoria en la interpretación de música del Barroco. 

## Trayectoria
Inicia en Caracas el estudio de la música a temprana edad bajo la guía de Carlota Maury (madre), Violeta Lares, Guiomar Narváez, Gerry Weill y Ruth Gosewinkel. 
En 1978 se hace acreedor de una beca obtenida en concurso promovido por un ente gubernamental de su país (CONAC) para continuar estudios de música antigua en el Royal College of Music, Londres, Inglaterra, donde culmina el Early Music Post-Graduate course. Ross Winters (flauta dulce), Ruth Dyson (clavecín), Nicholas McGegan (bajo continuo) y Bernard Stevens (teoría) son sus maestros principales. Su estadía en Europa le permite acercarse a las clases magistrales de Franz Brüggen, Tom Koopman, Jordi Saval y Reinhard Goebel.
Es miembro de la Camerata de Caracas, institución venezolana de gran relevancia creada y dirigida por Isabel Palacios, dedicada a la práctica y difusión de la música antigua europea y latinoamericana. Asimismo es integrante principal de la Orquesta de Cámara Virtuosi de Caracas y el ensamble Ricercarte. Desarrolla su labor docente dictando talleres de interpretación en diferentes regiones de Venezuela, Universidad Nacional Experimental de las Artes, Escuela de Música Lino Gallardo y Academia Latinoamericana de Flautas dentro del Sistema Nacional de Orquestas Juveniles e Infantiles de Venezuela.
- Datos: Q6113264